# 2473 Хеєрдал
2473 Хеєрдал (2473 Heyerdahl) — астероїд головного поясу, відкритий 12 вересня 1977 року.
Тіссеранів параметр щодо Юпітера — 3,617.
Названо на честь норвезького мандрівника та вченого Тура Хеєрдала